# 17963 Vonderheydt
A 17963 Vonderheydt (ideiglenes jelöléssel 1999 JM40) a Naprendszer kisbolygóövében található aszteroida. A LINEAR projekt keretében fedezték fel 1999. május 10-én.